# Hirżowe
Hirżowe (ukr. Гіржове) – wieś na Ukrainie, w obwodzie odeskim, w rejonie rozdzielniańskim, w hromadzie Wełyka Mychajliwka. W 2001 liczyła 310 mieszkańców, spośród których 302 wskazało jako ojczysty język ukraiński, 3 rosyjski, a 5 mołdawski.